# كوتا بهارو

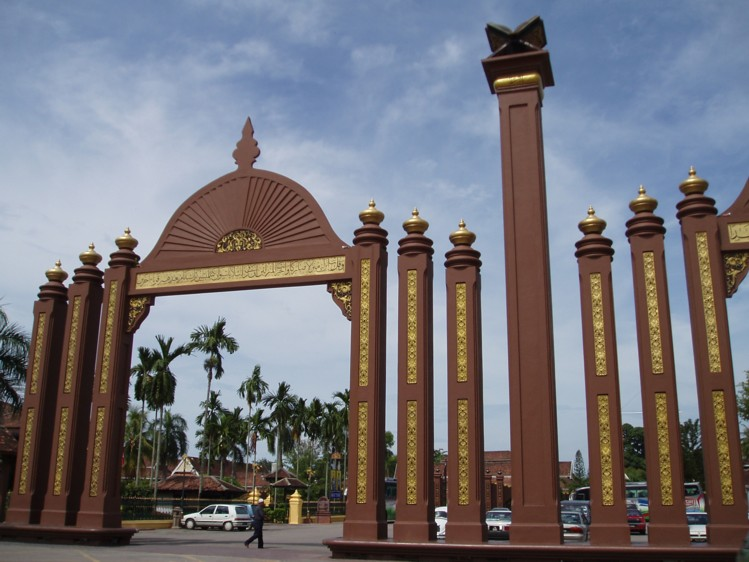
قوس السلطان إسماعيل بترا في مدينة كوتا بهارو

كوتا بهارو مدينة في ماليزيا وعاصمة ولاية كلنتن. والاسم يعني في لغة ملايو «المدينة الجديدة» أو «القلعة الجديدة». وتقع في الجزء الشمالي الشرقي من شبه جزيرة ماليزيا وبالقرب من مصب نهر كلنتن وهي قريبة من الحدود التايلندية المجاورة لها. يشتهر سكان كوتا بهارو بالمحافظة على التعاليم الدينية. ويوجد في المدينة الكثير من الجوامع والمساجد التي تضفي عليها الطابع الإسلامي. كما يوجد بها العديد من المتاحف والقصور الملكية التاريخية والبنايات الرسمية الملكية التي تتركز في قلب المدينة. ويوجد بها مطار محلي يقع في منطقة بنغكالان شيبا يسمى مطار السلطان إسماعيل بترا.
وبها أيضا كلية للطب تابعة لجامعة العلوم الماليزية USM، وتحتوي على عدد كبير من الطلاب الاجانب.

## التاريخ
أسس السلطان محمد الثاني سلطان كلنتن مدينة كوتا بهارو في عام 1844 لتصبح عاصمة لكلنتن، وقبل هذا التاريخ كانت كوتا بهارو تعرف باسم كوالا كلنتن، أما عاصمة كلنتن قبل تأسيس كوتا بهارو فكانت كوتا كوبانغ لابو.
غزت قوات الامبراطورية اليابانية أرض الملايو حيث نزلت في منتصف ليل 8 ديسمبر عام 1914 في منطقة بانتاي ساباك التي تبعد حوالي 10 كيلومتر من كوتا بهارو مما أدى لجر القوات البريطانية لحرب غابات مع اليابانيين بالملايو.

## السكان

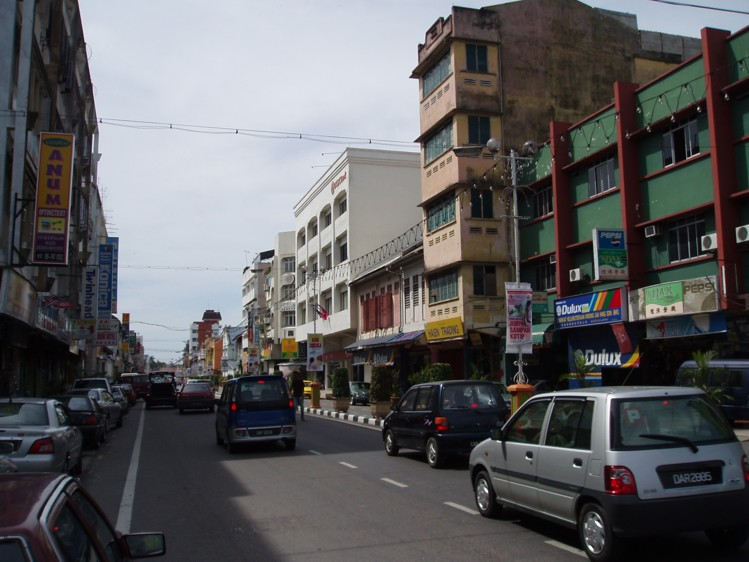
شارع رئيس في وسط مدينة كوتا بهارو

يبلغ تعداد سكان كوتا بهارو 509,400 نسمة حسب احصائيات عام 2010 
ومعظم السكان من العرق الملاوي وهناك أقلية من الصينيين الذين يتركزون في ضواحي كوتا بهارو.

## المناخ
المناخ في كوتا بهارو استوائي رطب، وهو مناخ الغابات المطيرة. ولايوجد فصل جاف. وتسقط الأمطار بمعدل أكثر من 60 ملم خلال أشهر العام وبمعدل سنوي حوالي 2600 ملم. إلا أن أكثر الأشهر امطارا من شهر أغسطس حتى يناير. ويكون المناخ لطيفا بين شهر ديسمبر حتى فبراير فتكون درجة الحرارة بمعدل 26 درجة مئوية 

## العادات والتقاليد
لقربها من تايلاند تأثرت كوتا بهارو بالعادات والتقاليد التايلندية، فمعظم الطعام يحتوي على الكثير من البهارات مع الأرز. كذلك مظاهر الأفراح والرقص التقليدي خالطها التأثير الهندي.

## الدين

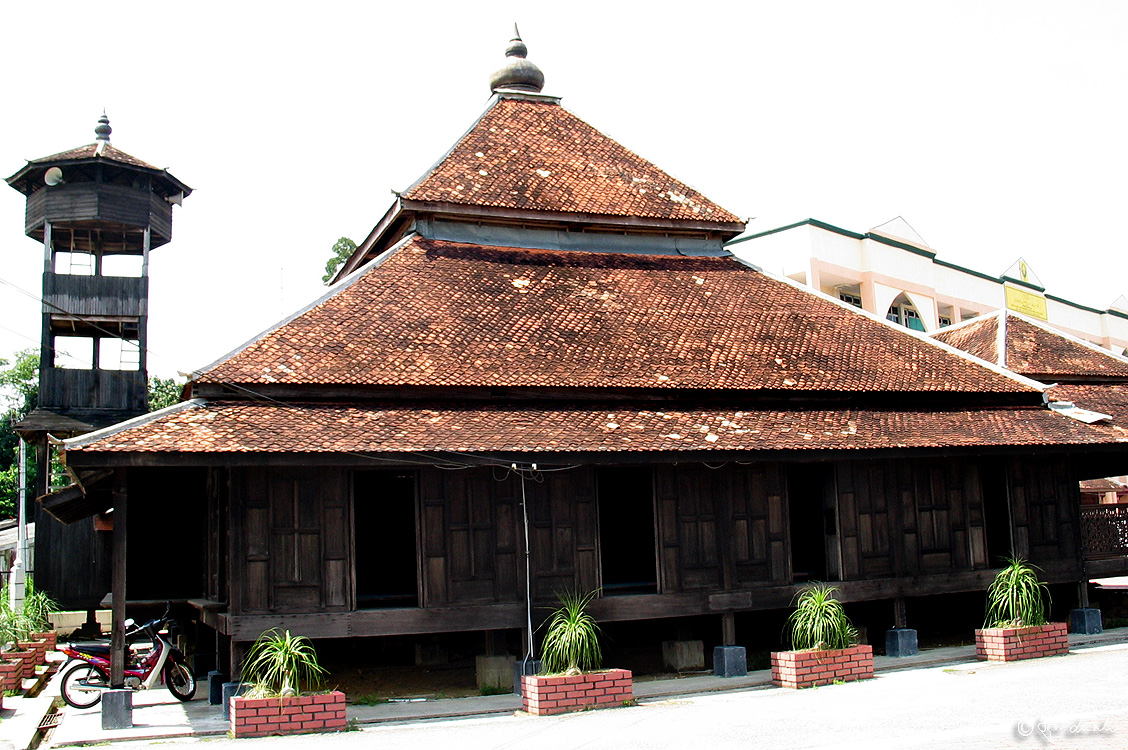
مسجد كامبونغ لوت

يشكل الدين الإسلامي ديانة الغالبية العظمى من سكان كوتا بهارو فأكثر من 75% من السكان مسلمون. وهناك الديانة البوذية التي يعتنقها السكان الصينيون. أما السكان الأصليون فيمارسون الديانة المسيحية التي يخالطها الكثير من معتقداتهم القديمة.
الحكومة المحلية يمثلها حزب بان ماليزيا الإسلامي. والسكان المسلمون يتقيدون بالحجاب الإسلامي، وهناك غرامة مالية تفرض لعدم ارتداء الحجاب للمسلمين في الشارع والعمل والمحال التجارية والأسواق وتصل الغرامة إلى 500 رينغيت ماليزي 

## الحركة الاقتصادية

### المواصلات
يمكن الوصول لكوتا بهارو عن طريق مطار السلطان إسماعيل بترا. كذلك عن طريق الطريق السريع الذي يربط كوتا بهارو مع مدينة كوالا كراي في كلنتن. كما يمكن الوصول عن طريق القطار.

### مراكز التسوق

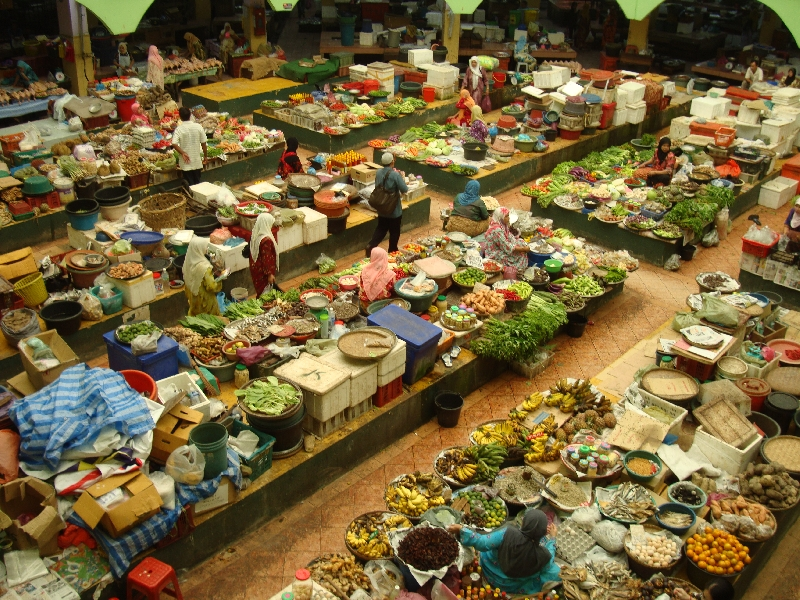
بازار سيتي خديجة

من أشهر مراكز التسوق في كوتا بهارو هو بازار سيتي خديجة، ومعظم الباعة من النساء. وبالقرب من السوق المركزي هناك مركز التجارة الحديث الإنشاء KBTC وهو من أكبر المولات في كوتا بهارو ويتصل هذا المركز مع بازار سيتي خديجة بجسر عبور في الدور الثاني. وهناك عدة مراكز تسوق مثل كي بي مول، وبيلانجي مول، كوتا سيري متيارا، بنتاي تيمور، تسكو هايبر ماركت، ميدين مول، مول القرية، ميدين هايبر ماركت وغيرها كثير.

### السياحة

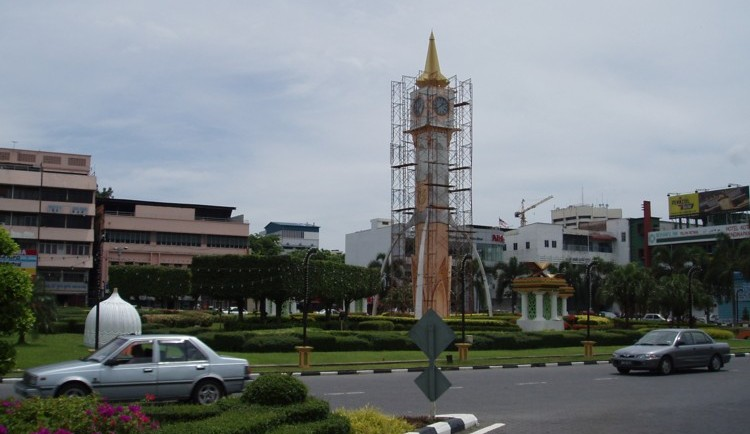
ميدان برج الساعة

تضم كوتا بهارو الكثير من الفنادق ومن أشهرها فندق النهضة (رينيسانس) وهو من فئة الخمس نجوم، وهناك العديد من الفنادق المختلفة مثل فندق تون هوتيل، كريستال لودج (أربع نجوم)، غراند ريفر فيو، كراون غاردن، ماي بالاس، هوليداي فيلا. بالإضافة للعديد من الموتيلات والشقق. وهناك الكثير من المطاعم المنتشرة في المدينة.

### الشواطئ
من أشهر الشواطئ القريبة من كوتا بهارو التي يرتادها السياح وسكان المنطقة في عطلة نهاية الأسبوع والعطل الرسمية هو شاطئ بانتاي كاهايا بولان الواقع على بحر الصين الجنوبي.

## مواقع الجذب السياحي
يوجد عدة مواقع سياحية في كوتا بهارو من أشهرها:
- المتحف الإسلامي.
- المتحف الملكي.
- بانتاي ساباك.
- مبنى إستانا جاهار.
- بحيرة تمنغور.
- مبنى بانك كيرابو.
- شلال ستونغ.
- الرحلات النهرية في نهر كلنتن.